# Березина (Вараський район)
Березина́ (до 1940-х років — Вулька Галузія) — село в Україні, у Вараській громаді Вараського району Рівненської області. Населення становить 97 осіб.

## Історія
У 1906 році село Вулька Більськовільської волості Луцького повіту Волинської губернії. Відстань від повітового міста 94 верст, від волості 10. Дворів 75, мешканців 838.

## Населення
За переписом населення 2001 року в селі мешкало 196 осіб. 100 % населення вказали своєї рідною мовою українську мову.